# Conde de Trancoso
Conde de Trancoso é um título nobiliárquico criado por D. João, Príncipe Regente de D. Maria I de Portugal, por Decreto de 13 de Maio de 1811, em favor de William Carr Beresford, 1st Viscount Beresford, depois 1.º Marquês de Campo Maior.
Titulares
1. William Carr Beresford, 1st Viscount Beresford, 1.º Conde de Trancoso, 1.º Marquês de Campo Maior.

Após a Implantação da República Portuguesa, e com o fim do sistema nobiliárquico, usou o título: 
1. Sir Henry Grant de la Poer Beresford-Peirse of Bagnall, 6th Baronet, 2.º Conde de Trancoso, 2.º Marquês de Campo Maior.